# Genetischer Flaschenhals
Als genetischen Flaschenhals bezeichnet man in der Populationsgenetik eine starke genetische Verarmung einer Art und die damit verbundene Änderung der Allelfrequenzen, die durch Reduktion auf eine sehr kleine, oft nur aus wenigen Individuen bestehende Population hervorgerufen wird (Gründereffekt).
Beim Erhalt stark gefährdeter Arten kann dies ein zentrales Problem darstellen, wenn ein die Reproduktion beeinträchtigendes Allel nicht durch ein zweites, für die Reproduktion vorteilhafteres Allel ausgeglichen werden kann (vgl. rezessive Erbkrankheit). Ein genetischer Flaschenhals kann daher Inzuchtdepression zur Folge haben.

## Auftreten von genetischen Flaschenhälsen

### Wildtiere
Etliche Arten sind in den letzten zweihundert Jahren durch genetische Flaschenhälse gegangen oder gehen gerade durch solche hindurch, unter anderem der Davidshirsch, der Kalifornienkondor (Gymnogyps californianus), die Arabische Oryxantilope (Oryx leucoryx), der Alpensteinbock (Capra ibex), der Kakapo (Strigops habroptilus), der Wisent (Bison bonasus) und das Przewalski-Pferd (Equus przewalski). In den oben genannten Fällen gehen alle heute lebenden Tiere auf Zahlen von etwa einem Dutzend bis unter hundert Individuen zurück. Der Gepard (Acinonyx jubatus) ist in vorgeschichtlicher Zeit durch einen so extrem engen genetischen Flaschenhals gegangen, dass heute ohne Abstoßungsreaktion Gewebe von einem Geparden auf einen beliebigen anderen übertragen werden kann, was sonst nur bei eineiigen Zwillingen möglich ist.
Bei Zootieren, von denen man aus Platzgründen nur wenige Individuen halten kann – so zum Beispiel Elefanten oder Nashörner –, werden genetisch unterschiedliche Zuchttiere aufwändig aus anderen Zoos importiert, um die genetische Vielfalt zu erhalten und Inzucht zu vermeiden. Noch wichtiger wird diese Überlegung, wenn Zuchttiere ausgewildert werden sollen.

### Haustierzucht
Auch in der Haustierzucht sind genetische Flaschenhälse keine Seltenheit und treten vor allem bei Rassehunden, Rassekatzen und kleinen Heimtieren (z. B. Goldhamstern) auf. Das hat insbesondere bei Hunden und Katzen zur Folge, dass gewisse in der gesamten Population seltene Erbkrankheiten bei bestimmten Rassen sehr häufig auftreten.
Bei der Etablierung von Inzuchtlinien wird absichtlich ein genetischer Flaschenhals herbeigeführt, um die Variabilität des Phänotyps innerhalb der Linie so weit wie möglich zu reduzieren.

### Genetischer Flaschenhals beim Menschen
Auch in der direkten Vorfahrenlinie des anatomisch modernen Menschen (Homo sapiens) hat es mehreren Studien zufolge  genetische Flaschenhälse gegeben.
Statistische Analysen der mitochondrialen DNA (mtDNA) des Homo sapiens haben eine unerwartet geringe genetische Vielfalt ergeben und zu der Annahme geführt, dass es vor rund 70.000 bis 80.000 Jahren einen genetischen Flaschenhals gegeben haben könnte. Seinerzeit hätten demnach nur etwa 1.000 bis 10.000 Individuen von Homo sapiens, größtenteils in Afrika, gelebt. Das Genographic Project (2010) schätzt den Bestand aller Menschen zu diesem Zeitpunkt auf etwa 2.000 Individuen. Erst seit etwa 40.000 Jahren sei in den genetischen Befunden ein stetiges Wachstum und eine Wiederausbreitung zu beobachten.
Nach einer umstrittenen Hypothese des Anthropologen Stanley Ambrose („Toba-Katastrophentheorie“) ist dieser genetische Flaschenhals auf eine Super-Eruption des Vulkans Toba auf Sumatra vor etwa 74.000 Jahren zurückzuführen. Dieser Eruption sei eine extreme Kälteperiode gefolgt (vulkanischer Winter), die Homo sapiens an den Rand des Aussterbens gebracht habe. Diese Hypothese verbindet zwei widerstreitende Befunde zur genetischen Entwicklung von Homo sapiens: Zum einen ist, beginnend in Afrika, eine relativ zügige Ausbreitung des Menschen durch Fossilienfunde belegbar, die sich auch anhand von mitochondrialen Unterschieden nachweisen lässt. Zum anderen besteht die Ansicht, dass nach der ersten Ausbreitung eine regional unterschiedliche, isolierte Entwicklung der Populationen auftrat, in deren Folge sich das äußere Erscheinungsbild der Menschen zu differenzieren begann, was frühere Anthropologen zur Definition von diversen sogenannten Großrassen und Rassen veranlasste. Beides kann zur Erklärung der sehr geringen genetischen Variabilität der heute lebenden Menschen herangezogen werden (vergl. mitochondriale Eva und Adam des Y-Chromosoms).
Von einem weiteren genetischen Flaschenhals wird angenommen, dass er bei Homo sapiens in Afrika auftrat und bis etwa vor 120.000 Jahren andauerte. Danach sollen von der menschlichen Spezies vor dem Verlassen Afrikas – nach einer ca. 60.000 Jahre lang anhaltenden Kältezeit – nur noch insgesamt wenige hundert Individuen an wenigen Orten überlebt haben, darunter in der Höhle Pinnacle Point 13B (PP13B) bei Mossel Bay an der Küste Südafrikas.
In einer anderen Studie wurde im Jahr 2010 berechnet, dass vor 1,2 Millionen Jahren nur rund 18.500 Individuen aus der direkten Vorfahrenlinie des Homo sapiens lebten. Das Projekt erkannte auch deutlich getrennte Vorfahrenlinien, sodass vermutlich nur mehrere kleine und räumlich getrennte Populationen überlebten, was auf harte Umweltbedingungen deutet, die das Überleben der Art gefährdet hatten. Die Populationen von Homo erectus und den anderen frühen Menschenformen lagen nach den Berechnungen in dieser Frühzeit nie über 55.500 Individuen.
2023 wurde schließlich im Fachblatt Science ein weiterer „ernster“ genetischer Flaschenhals aus der direkten Vorfahrenlinie des Homo sapiens berichtet, der in die Zeit vor rund 900.000 bis 800.000 Jahren datiert wurde. In der Studie heißt es: „Der Flaschenhals dauerte etwa 117.000 Jahre und brachte die Vorfahren des Menschen an den Rand des Aussterbens. Dieser Flaschenhals deckt sich mit einer erheblichen zeitlichen Lücke in den verfügbaren afrikanischen und eurasischen Fossilienfunden.“ Die Autoren der Studie berechneten, dass es damals nur „ungefähr 1280 sich fortpflanzende Individuen“ (breeding individuals) gegeben habe.

## Neandertaler
In einer 2025 veröffentlichten Studie wurde die morphologische Variabilität der Bogengänge des Innenohrs von Neandertalern aus unterschiedlichen Epochen analysiert: eine Methode, die vergleichbar aussagekräftige Daten liefern kann wie die Analyse von aDNA. Bekannt ist seit langem, dass die späten, rund 40.000 Jahre alten Neandertaler eine sehr geringe genetische Variabilität besessen haben. Ein Vergleich von 13 Bogengängen aus der Sima de los Huesos (rund 430.000 Jahre alt) mit 10 Funden vom Fundplatz Krapina (rund 130.000–120.000 Jahre alt) und 9 späten Neandertalern (rund 41.000 Jahre alt) bestätigte die geringe Variabilität der Neandertaler in der Epoche kurz vor ihrem Aussterben. Die beiden älteren Populationen besaßen hingegen noch eine deutlich größere Variabilität. Daraus wurde geschlossen, dass es bei den Neandertalern einen genetischen Flaschenhals gab, der jedoch nicht früher als vor rund 120.000 Jahren stattgefunden haben kann.

## Belege
1. ↑  Franz Embacher: Bedrohte Arten, das Schicksal von Genen und der Zufall in der Evolution. In: Website Franz Embachers bei der Universität Wien. Sommersemester 2003, abgerufen am 15. Januar 2019 (Modellberechnung der genetischen Drift).
2. ↑  Eine Übersicht zur mtDNA findet man in: Doron M. Behar et al.: The Dawn of Human Matrilineal Diversity. In: The American Journal of Human Genetics. Band 82, Nr. 5, 2008, S. 1130–1140, doi:10.1016/j.ajhg.2008.04.002.
3. 1 2 3  Christopher Schrader: Menschheitsgeschichte: Verhängnisvolle Kopierfehler. In: sueddeutsche.de. 17. Mai 2010, abgerufen am 25. März 2022.
4. ↑  Curtis W. Marean: Als die Menschen fast ausstarben. In: Spektrum der Wissenschaft. Dezember 2010, abgerufen am 25. März 2022.
5. ↑  Curtis W. Marean: Als die Menschen fast ausstarben. In: Spektrum der Wissenschaft Spezial. Archäologie, Geschichte, Kultur. Der kreative Mensch zwischen Biologie und Kultur. 2/2013.
6. ↑  Chad D. Huff et al.: Mobile elements reveal small population size in the ancient ancestors of Homo sapiens. In PNAS. Band 107, Nr. 5, 2010, S. 2147–2152, doi:10.1073/pnas.0909000107.
7. ↑  Nadja Podbregar: Frühmenschen entgingen nur knapp dem Aussterben. ScieneXX, 25. Januar 2010, abgerufen am 25. März 2022.
8. ↑  Wangjie Hu et al.: Genomic inference of a severe human  bottleneck during the Early to Middle Pleistocene transition. In: Science. Band 381, Nr. 6661, 2023, S. 979–984, doi:10.1126/science.abq7487.
 Early ancestral bottleneck could’ve spelled the end for modern humans. Auf: eurekalert.org vom 31. August 2023.
9. ↑  Alessandro Urciuoli et al.: Semicircular canals shed light on bottleneck events in the evolution of the Neanderthal clade. In: Nature Communications. Band 16, Artikel-Nr. 972, 2025, doi:10.1038/s41467-025-56155-8.